# Juris Zeibārts

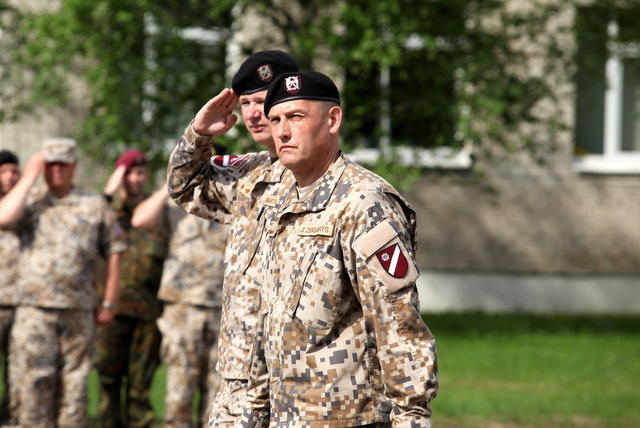
Juris Zeibārts bei einem Truppenbesuch im Jahr 2013

Juris Zeibārts (* 18. September 1959 in Riga) ist ein ehemaliger Offizier der Nationalen Streitkräfte der Republik Lettland im Range eines Generalmajors. Zuletzt war er der militärische Vertreter Lettlands bei der NATO und EU.

## Leben
Juris Zeibārts wurde 1959 in Riga, der Hauptstadt der damaligen Lettischen SSR, geboren. Nach seiner Schulausbildung absolvierte der spätere General in den Jahren 1977 bis 1982 zunächst ein Lehrerstudium an der Universität Lettlands.

### Militärische Laufbahn
Im Rahmen der Wiedererlangung der staatlichen Unabhängigkeit Lettlands schloss sich Zeibārts der Nationalgarde (lettisch Zemessardze) seines Heimatlandes an. Im Januar 2004 wurde er zum Kommandanten des ersten (von insgesamt drei) Verteidigungsbezirken ernannt. Im Oktober 2006 wechselte er in gleicher Funktion in den dritten Bezirk. Am 5. März 2008 folgte seine Ernennung zum Kommandanten der Zemessardze. Mit einer Unterbrechung im Jahr 2010, während der er das lettische Kontingent in Afghanistan geführt hatte, blieb er bis 2011 Chef der Nationalgarde. 
Am 6. Mai 2011 wurde Juris Zeibārts zum Brigadegeneral befördert. Zudem wechselte er im selben Jahr als stellvertretender Stabschef ins Streitkräftehauptquartier. Im Dezember des nächsten Jahres übernahm Zeibārts das Amt des Stabschefs und stellvertretenden Befehlshabers der lettischen Streitkräfte. Auf diesem Posten wurde er im August 2014 zum Generalmajor befördert. Nach fast vier Jahren als Stabschef, wurde er im August 2016 nach Brüssel versetzt und übernahm dort den Posten des militärischen Vertreters seines Heimatlandes bei der NATO und EU. Mit dem Erreichen der Altersgrenze wurde er im September 2019 in den Ruhestand verabschiedet.

### Privates
Juris Zeibārts ist verheiratet und Vater von drei erwachsenen Kindern (eine Tochter und zwei Söhne). Zu seinen Hobbys zählen Lesen, Rafting und Wandern. Neben seiner Muttersprache spricht er auch Englisch, Deutsch und Russisch.